# 周期倍分岐
力学系において周期倍分岐（しゅうきばいぶんき、period-doubling bifurcation）とは分岐の一種である。
この分岐では、パラメータが変化していきある値に達すると、安定な不動点が不安定化し、その両側に安定な2周期点が発生する。

## 具体例
{\displaystyle x}を実数、{\displaystyle \mu }を実数のパラメータとして、1次元写像
{\displaystyle x\to f(x,\mu )=-x-\mu x+x^{3}}
を考える。
{\displaystyle x=0}は{\displaystyle \mu <0}においては安定な不動点である({\displaystyle f(x,\mu )=x}を満たす1周期点である)が、{\displaystyle \mu >0}においては不安定であり、また{\displaystyle \mu >0}において
{\displaystyle f({\sqrt {\mu }},\mu )=-{\sqrt {\mu }}}
かつ
{\displaystyle f(-{\sqrt {\mu }},\mu )={\sqrt {\mu }}}
であることから、{\displaystyle x=\pm {\sqrt {\mu }}}は2周期点となっていて、かつ安定である。
従って、{\displaystyle \mu }が負から正に増加していく過程で0を跨ぐ瞬間に、安定な不動点(1周期点)が不安定化し、その代わりに安定な2周期点がその両側に生じたことになる。
このことから、上記の1次元写像は{\displaystyle \mu =0}を境に周期倍分岐を起こしたと言う。